# Comune di Birkerød
Il comune di Birkerød fino al 1º gennaio 2007 è stato un comune danese situato contea di Frederiksborg, il comune aveva una popolazione di 21 930 abitanti (2005) e una superficie di 34 km². Capoluogo era la cittadina omonima.
Dal 1º gennaio 2007, con l'entrata in vigore della riforma amministrativa, il comune è stato soppresso e accorpato, insieme al comune di Søllerød, al neo-costituito comune di Rudersdal.